# Pedicura

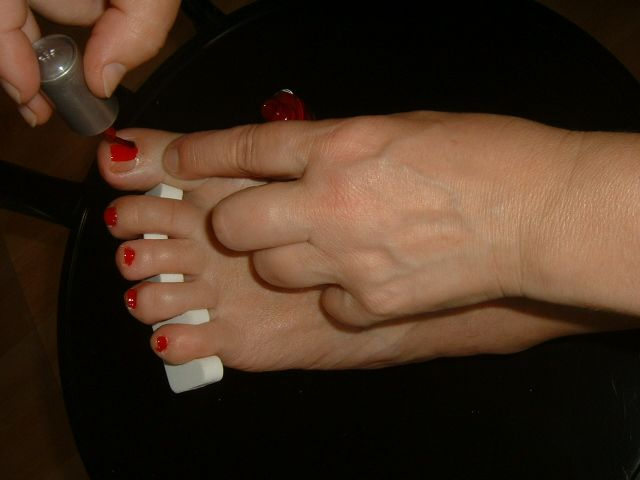
El maquillatge de les ungles també forma part de la pedicura

La pedicura és el tractament de les afeccions cutànies còrnies pròpies dels peus. Un pedicur o pedicura, anomenat correntment callista, és la persona que practica la pedicura. Un tractament de pedicura també és una manera de millorar l'aspecte dels peus i les ungles. Ofereix un servei similar a una manicura.
La paraula pedicura ve del llatí pedis, que significa "turmell", i de cura, que significa "atenció". També significa la cura dels peus i les ungles dels peus. Un pedicura pot ajudar a prevenir les malalties de les ungles i alteracions de les ungles. La pedicura no es limita només a les ungles; les cèl·lules de la pell de la part inferior dels peus, en general mortes, són llimades amb una pedra rasposa anomenada pedra tosca. A més, l'atenció de la cama per sota del genoll s'ha convertit en un tractament comú i ara s'espera de serveis inclosos en les pedicures. La cura de les cames inclou la depilació ja sigui a través d'afaitat o depilació amb cera seguit d'una exfoliació granular, aplicació de cremes hidratants i massatges.